# Сметанин, Григорий Андреевич
Григорий Андреевич Сметанин (22 января 1918, пос. Александровский, Алтайская губерния — 20 ноября 1987, Кострома) — старший лётчик-наблюдатель 10-го отдельного разведывательного авиационного полка, капитан. Герой Советского Союза.

## Биография
Родился 22 января 1918 года в посёлке Александровский (ныне — Карасукского района Новосибирской области). С 1921 года жил в городе Кольчугино, Ленинск-Кузнецк Кемеровской области. В 1939 году окончил Томский топографический техникум. Работал техником-фотографом в городе Ачинске Красноярского края, в Иркутске.
В 1939 году был призван в Красную Армию Томским горвоенкоматом. В 1941 году окончил 2-ю Чкаловскую военно-авиационную школу лётчиков-наблюдателей, был оставлен в ней инструктором.
На фронтах Великой Отечественной войны с ноября 1941 года. Воевал на Юго-Западном, Западном и 3-м Белорусском фронтах. Боевой путь начал стрелком-бомбардиром в 611-м полку ночных бомбардировщиков. С марта 1942 года воевал в 130-м бомбардировочном полку уже по своей специальности — штурманом на самолёте Пе-2.
В августе 1942 года в составе экипажа был переведён в 10-й отдельный разведывательный авиационный полк, в котором служил до конца войны. Член ВКП(б) с 1943 года. Получив хорошую специальную подготовку и боевой опыт, Сметанин стал лучшим лётчиком-наблюдателем, способным выполнять сложные задания по разведке. За период боевых действий на 3-м Белорусском фронте, в Прибалтике и Восточной Пруссии Сметании сфотографировал 29655 км² площади обороны противника. Эти снимки дали командованию точные данные об оборонительных сооружениях и системе огневых точек врага на глубину до 20 км.
К сентябрю 1944 года старший лётчик-наблюдатель 10-го отдельного разведывательного авиационного полка капитан Сметанин совершил 180 боевых вылетов на разведку, фотографирование и бомбардировку переднего края обороны, аэродромов, скоплений войск противника.
Указом Президиума Верховного Совета СССР от 23 февраля 1945 года за образцовое выполнение заданий командования и проявленные мужество и героизм в боях с немецко-вражескими захватчиками капитану Сметанину Григорию Андреевичу присвоено звание Героя Советского Союза с вручением ордена Ленина и медали «Золотая Звезда».
Войну закончил в Восточной Пруссии. После Победы продолжил службу в военной авиации. В 1952 году окончил Высшую офицерскую авиационную школу штурманов ВВС. С 1960 года полковник Сметанин — в запасе.
Жил в Костроме. Работал начальником гражданской обороны льнокомбината. С 1965 года и до выхода на пенсию в 1978 году — заместитель председателя обкома ДОСААФ.
Скончался 20 ноября 1987 года. Похоронен в Костроме, на городском кладбище.
Награждён орденом Ленина, четырьмя орденами Красного Знамени, двумя орденами Отечественной войны 1-й степени, орденом Отечественной войны 2-й степени, тремя  орденами Красной Звезды, медалями.
В городе Костроме, где последнее время жил герой, установлена мемориальная доска. Его имя было увековечено на мемориале героев 10-го отдельного Московско-Кёнингсбергского Краснознамённого  ордена Суворова 3-й степени полка на месте последнего дислоцирования в городе Щучин. В настоящее время утрачен.